# François-Joseph Herman
Pour les articles homonymes, voir Herman.
François-Joseph Herman, né le 27 juillet 1931 à Molenbeek-Saint-Jean (région de Bruxelles-Capitale) et mort le 7 juillet 1963 à Jette, est un auteur de bande dessinée belge. Il fut probablement le premier collaborateur de Willy Vandersteen.

## Biographie
François-Joseph Herman naît le 27 juillet 1931 à Molenbeek-Saint-Jean, une commune bruxelloise et est élevé en français. Il étudie le dessin à l'Institut Saint-Luc de Bruxelles.
François-Joseph Herman meurt le 7 juillet 1963 à Jette en Région de Bruxelles-Capitale, à l'âge de 31 ans.

## Œuvres
La première histoire à laquelle il collabore est L'Attrape-mites de Bob et Bobette de 1949. Il encre les dernières planches. Il a ensuite encore collaboré à différentes aventures de Bob et Bobette (quelques-unes d'entre elles parurent dans Kuifje, équivalent en néerlandais du Tintin) ainsi qu'à d'autres séries de Willy Vandersteen (Bessy, entre autres).
Il réalise en solo le récit Le Secret de la Mer (1949-1950) qui est publié dans l'obscur Feu Sacré et présente une grande similitude avec l'histoire de Bob et Bobette intitulée Lambiorix (1949-1950), une des histoires encrées par lui. Le récit Le Secret de la Mer est brusquement interrompu, peut-être dû à l'intervention de Vandersteen qui a remarqué le plagiat.
De 1952 à 1953, il crée et dessine la série Franjo simple vacher qui ne connaît qu'un seul récit à suivre intitulé Contre les loups-garous pour Héroïc-Albums dans les no 50 en 1952 à 19 en 1953. On relève encore sa participation en tant que dessinateur à certaines séries du journal Spirou telles que Les Belles Histoires de l'oncle Paul pour lesquelles il dessine deux récits sur un scénario d'Octave Joly.